# سر درة (تخت بندر عباس)
سر درة (بالفارسية: سردره) هي قرية تقع في إيران في قسم تخت الريفي. يقدر عدد سكانها بـ 98 نسمة بحسب إحصاء 2016.